# Dienogest
Dienogest ist ein synthetisches Gestagen, das als hormonelles Kontrazeptivum zur Empfängnisverhütung sowie zur Behandlung von Regelproblemen, Akne und Endometriose bei Frauen verwendet wird.
Dienogest hat eine antiandrogene Wirkung und gehört somit zu den Rezeptorblockern. Dienogest weist als einziges 19-Norgestagen keine estrogene, antiestrogene oder androgene Partialwirkung auf.

## Geschichte
Dienogest wurde 1979 erstmals als STS 557 in Jena synthetisiert. Es zeigte die 10-fache Potenz im Vergleich zu  Levonorgestrel. 1995 wurde die Mikropille Valette® von Jenapharm auf den Markt gebracht. Im Mai 2010 wurde mit Visanne das erste Monopräparat mit der Indikation Endometriose eingeführt.

## Handelsnamen
Monopräparate
Visanne 2 mg (D, A, CH), Metrissa 2 mg (D, A, CH), Zafrilla (D, A, CH), Dinuve (D), Verybel (D), Diemono (D, A), Endovelle (D, A), Aridya (A)
Kombinationspräparate
Aristelle (D), Climodien (D), Lafamme (D), Larissa Gynial (A), Motion (A), Qlaira (D, A, CH), Valette (D, A, CH), Maxim (D), Velafee (D), Dienovel (D, A)